# Crysis (série)
Crysis é uma série de jogos de ficção científica de tiro em primeira pessoa desenvolvida pela empresa alemã Crytek e publicada pela Electronic Arts.
A série é sobre um grupo militar com "nanosuits", fatos de armamento tecnologicamente avançados que fazem aumentar a força, velocidade, defesa e com capacidades de invisibilidade. Os protagonistas combatem contra soldados norte-coreanos hostis, mercenários e uma raça tecnologicamente avançada conhecida como Ceph, que chegaram à Terra há milhões de anos sem razões aparentes, e que recentemente foram acordados.
Em 2012, a série consistia em dois jogos principais, um spin-off independente do primeiro jogo com um título multijogador separado e uma compilação. Em abril de 2012 a EA revelou acidentalmente que um terceiro jogo estava em produção. Crysis 3 foi revelado oficialmente a 16 de abril de 2012 pela Crytek e pela EA e foi lançado na primavera de 2013.

## Jogos

### Série Principal
- Crysis (2007)
- Crysis 2 (2011)
- Crysis 3 (2013)

### Outros Jogos
- Crysis Warhead (2008)
  - Crysis Wars - expansão de Warhead, um jogo separado de multijogador que melhora o jogo multiplayer do original. (2008)

### Compilação
- Crysis: Maximum Edition - compilação que contém Crysis, Warhead e Crysis Wars (2009)